# بياتريس لورينزين
بياتريس لورينزين (بالإيطالية: Beatrice Lorenzin ) هي سياسية إيطالية وعضو في مجلس النواب الإيطالي، شغلت منصب وزيرة الصحة السابقة من الفترة الثامن والعشرين من شهر أبريل (نسيان) عام 2013 حتى الأول من يونيو (حزيران) عام 2018 .

## حياتها
ينتمي أصل والد بياتريس لورينزين إلى شبه جزيرة إستريا، وقد اتى مهاجرًا إلى روما أينما تزوج والدتها التي من مدينة فلورنسا. بعد أن أتمت لورينزين مرحلة الثانوية عملت كصحفية في إحدى الجرائد المحلية. انضمت إلى حزب إلى الأمام إيطاليا في عام 1996 و خلال السنة التالية عملت كمستشارة في إحدى أحياء روما و في عام 2001 مستشارة لمدينة روما. عملت كسكرتيرة لنائب رئيس الوزراء- كان رئيس الوزراء برلسكوني- من عام 2002 حتى عام 2004، و في عام 2005 كانت منسقة الحزب في منطقة لاتسيو و في عام 2006 أصبحت منسقة الحزب للعكل الشبابي. في شهر أبريل (نسيان) عام 2008 أصبحت لورينزين عضوة في مجلس النواب الإيطالي. شغلت منصب وزيرة الصحة السابقة من الفترة الثامن والعشرين من شهر أبريل (نسيان) عام 2013 حتى الأول من يونيو (حزيران) عام 2018 أي خلال فترة ثلاثة رؤساء وزارة و هم: إنريكو ليتا وماتيو رينزي وباولو جينتيلوني. في عام 2013 انضمت إلى قائمة أعضاء الحكومة التي لم يرغبوا في استكمال مسارهم السياسي خلال حكومة برلسكوني. انضمت خلال الانتخابات البرلمانية 2018 كعضو عن حزب صغير.

### حياتها الشخصية
في عام 2015 وعن عمر يناهز 43 عامًا أصبحت بياتريس لورينزين أمًا لتوأمين.

## السياسة
نالت حملتها التي كانت تدور حول «زيادة معدل المواليد» انتقادات واسعة من كثيرين منهم رئيس الوزراء رينزي. 

## وصلات خارجية
- الموقع الرسمي لبياتريس لورينزين
- معلومات عن بياتريس لورينزين على موقع كاميرا  (بالغة الإيطالية)